# Anacroneuria rondoniae
Anacroneuria rondoniae és una espècie d'insecte plecòpter pertanyent a la família dels pèrlids.

## Descripció
- Els adults presenten el pronot quasi uniformement de color groguenc o marró clar i el cap groc amb una àrea marró clar entre els ocels, els quals tenen forma d'anells negres.[5]

## Hàbitat
En el seu estadi immadur és aquàtic i viu a l'aigua dolça, mentre que com a adult és terrestre i volador.

## Distribució geogràfica
Es troba a Sud-amèrica: Rondônia (el Brasil).